# Грушковка (Полтавская область)
Грушковка (укр. Грушківка) — село, Сербиновковский сельский совет, Гребёнковский район, Полтавская область, Украина.
Код КОАТУУ — 5320884202. Население по переписи 2001 года составляло 242 человека.

## Географическое положение
Село Грушковка находится на правом берегу реки Сухая Оржица, выше по течению на расстоянии в 3 км расположено село Степановка (Драбовский район), ниже по течению на расстоянии в 4,5 км расположено село Писарщина, на противоположном берегу — сёла Сербиновка (Гребёнковский район) и Саевка.

## Происхождение названия
На территории Украины 3 населённых пункта с названием Грушковка.

## История
- 1738 — дата основания как хутор Мечет (Мечеть).
- 1840 — постройка Андреевской церкви[2][3].
- Село указано на специальной карте Западной части России Шуберта 1826—1840 годов как хутор Мечеть[4].
- 1946 — переименовано в село Грушковка[5].

## Экономика
- Птице-товарная ферма.